# Geotrygon
Geotrygon Gosse, 1847 è un genere di uccelli della famiglia Columbidae.

## Tassonomia
Comprende le seguenti specie:
- Geotrygon purpurata (Salvin, 1878) -
- Geotrygon saphirina Bonaparte, 1855 - tortora quaglia zaffiro
- Geotrygon versicolor (Lafresnaye, 1846) - tortora quaglia crestata
- Geotrygon montana (Linnaeus, 1758) - tortora quaglia rossiccia
- Geotrygon violacea (Temminck, 1809) - tortora quaglia violacea
- Geotrygon caniceps (Gundlach, 1852) - tortora quaglia frontegrigia
- Geotrygon leucometopia (Chapman, 1917) - tortora quaglia frontebianca
- Geotrygon chrysia Bonaparte, 1855 - tortora quaglia di Key West
- Geotrygon mystacea (Temminck, 1811) - tortora quaglia dalle redini